# Доуни, Шеридан
Шеридан Доуни (англ. Sheridan Downey; 11 марта 1884 — 25 октября 1961) — американский адвокат и политик, член демократической партии США. В 1939—1950 годах представлял штат Калифорния в Сенате США, его преемником на этом посту стал Ричард Никсон, будущий президент США.

## Ранняя жизнь
Доуни родился в городе Ларами, штат Вайоминг. Он получил образование в государственных школах Ламари, потом учился в университете Вайоминга и на юридическом факультете университета Мичигана. После окончания учёбы, он вернулся в Ламари, а в 1908 году был избран окружым прокурором округа Элбени как член республиканской партии. В 1910 женился на Элен Симонс, с которой у него родилось пятеро детей. В 1912 году, на президентских выборах, поддержал Теодора Рузвельта.

## Политическая карьера
В 1913 году Доуни переехал в город Сакраменто, штат Калифорния. В 1924 году, будуачи республиканцем, поддержал Роберта Ла Фоллета, а не республиканца Калвина Кулиджа. В 1932 году Доуни стал демократом и поддержал на президентских выборах Франклина Рузвельта.
В 1934 году имел намерение баллотироваться в губернаторы, однако после согласился стать кандидатом в вице-губернаторы в паре с Аптоном Синклэром. В итоге выборы они проиграли.
В 1938 году баллотировался в Сенат США от Калифорнии, сначала победив на праймериз против действующего сенатора-демократа, а потом победив и во всеобщих выборах. Хоть во время выборов он позиционировал себя как либерал, после избрания Доуни стал консервативным демократом и пользовался поддержкой нефтяного бизнеса Калифорнии. Он был переизбран в 1944 году и намеревался баллотироваться на очередной срок в 1950, однако выбил на стадии праймериз из-за сильной конкуренции от Хелен Гаган Дуглас.
Досрочно подал в отставку 30 ноября 1950 года, дав тем самым губернатору Уоррену возможность назначить избранного на этот пост Ричарда Никсона.

## Жизнь после отставки
После отставки, занимался лоббизмом.
Умер в городе Сан-Франциско, в 1961 году. Оставил своё тело медицинскому университету Сан-Франциско.